# Amadjar
Albums de Tinariwen
Elwan
(2017)
Amadjar est le neuvième album du groupe Tinariwen sorti le 6 septembre 2019 sur le label Wedge de l'éditeur PIAS.

## Historique de l'album
L'album Amadjar — qui signifie « l'étranger de passage » en tamasheq — est principalement enregistré dans le désert, au cours d'un voyage de douze jours réalisé par le groupe entre Taragalte, une oasis du sud-est marocain et Nouakchott en Mauritanie, avec la participation en studio de musiciens internationaux tels que Cass McCombs, Rodolphe Burger, une nouvelle fois Nick Cave, le violoniste Warren Ellis, ainsi que la chanteuse mauritanienne Noura Mint Seymali,.

## Liste des titres de l'album
1. Tenere maloulat – 3:43
2. Zawal – 4:05
3. Amalouna – 4:01
4. Taqkal tarha – 4:00
5. Anina – 3:44
6. Madjam mahilkamen – 3:48
7. Takount – 3:12
8. Iklam dglour – 4:36
9. Kel tinawen – 3:57
10. Itous ohar – 4:20
11. Mhadjar Yassouf Idjan – 4:23
12. Wartilla – 5:36
13. Lalla – 4:56

## Musiciens ayant participé à l'album
- Ibrahim ag Alhabib : guitare, chant
- Abdellah ag Alhousseini : guitare, chant
- Alhassan ag Touhami : guitare, chant
- Eyadou ag Leche : basse, chœurs

## Réception critique
Cet album est globalement très bien accueilli par la critique française qui le qualifie de « profond et envoûtant »